# Schlanker Staat
Der Begriff schlanker Staat bezeichnet eine möglichst kleine, effizient arbeitende, „gestraffte“ Staatsverwaltung, die vor allem von Wirtschaftsliberalen befürwortet wird.

## Konzept
Im Mittelpunkt steht ein verändertes Selbstverständnis des Staates weg vom bürokratischen Verwaltungsstaat, hin zum bürgerorientierten Dienstleistungsstaat.
Im Gegensatz zum Konzept des Minimalstaats werden beim schlanken Staat die Kompetenzen des Staates an sich grundsätzlich nicht angetastet, sondern es werden Konzeptionen entwickelt, die eine effizientere Verwaltung, hohe Leistungsfähigkeit und bessere Aufgabenerfüllung im Sinne dieser Kompetenzen ermöglichen sollen.
Elemente dieses Konzeptes sind dabei u. a.:
- weitgehender Bürokratieabbau
- das sogenannte E-Government
- Dezentralisierung
- Deregulierung
- Public Management/Öffentliche Reformverwaltung[1]
- Privatisierung
- Vergabe interner Leistungen an externe Dienstleister
- Kürzungen bei den Beschäftigten[2]

## Ursprung
Inhaltlich (wie begrifflich) lehnt sich der Terminus eng an das Konzept des schlanken Managements (engl. lean management) an. Hierbei wird dessen Anwendungsgebiet vom Wirtschaftsunternehmen – in angepasster, modifizierter Form – auf die staatliche Verwaltung verlagert (Lean Government).
Sie hat ihren Ursprung sowohl in der Notwendigkeit, die öffentlichen Ausgaben zu kürzen, als auch im ideologischen Übergang vom Etatismus zu Bürgeraktivismus und Marktideologien. Entsprechend wird die Idee eines schlanken Staates oft verknüpft mit einer Angebotspolitik. Beispielsweise vertrat der für die Reaganomics namensgebende Ronald Reagan die Ansicht, der Staat löse keine Probleme, sondern er sei das Problem. Auch Richard Nixon forderte einen schlanken Staat.

## Deutschland

### Statistik

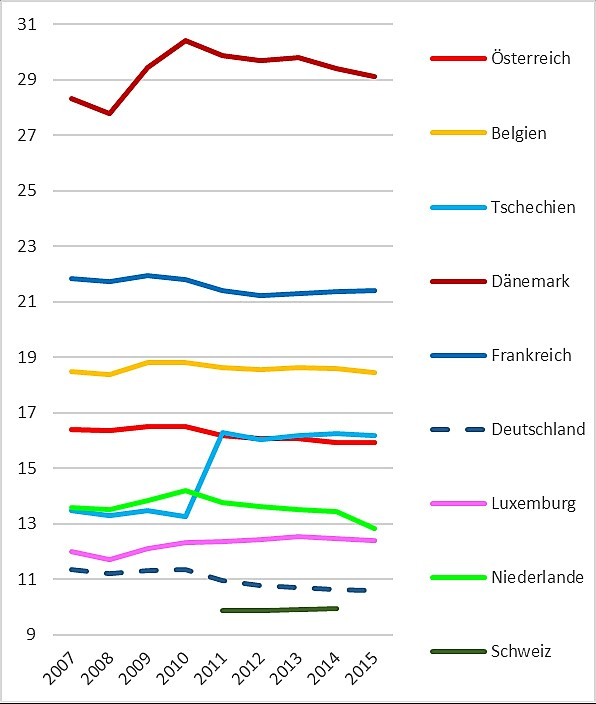
Anteil der Beschäftigten im öffentlichen Dienst an der Gesamtbeschäftigung (in %) in Deutschland im Vergleich zu den Nachbarländern. Für Polen liegen keine Datensätze vor, für die Schweiz nur unvollständige.

Im Jahr 2020 gab es in Deutschland 4,97 Mio. Beschäftigte im öffentlichen Dienst im Vergleich zu 2000 mit 4,91 Mio. Beschäftigten. Der leichte Anstieg ist allerdings auf Teilzeitbeschäftigte zurückzuführen, da in dieser Zeit die Zahl der Vollzeitbeschäftigten von 3,70 Mio. auf 3,31 Mio. sank. Im Vergleich mit den EU-Nachbarländern ist der Anteil der Beschäftigten im öffentlichen Dienst an der Gesamtbeschäftigung am niedrigsten in Deutschland. Angesichts des Vergleichs mit anderen europäischen Ländern kam man bei Statista zu dem Ergebnis, dass die deutsche öffentliche Verwaltung statt schlank „wohl eher unterbesetzt“ sei.
Auch gemessen am Anteil des Bruttoinlandprodukts, der für Beschäftigte im öffentlichen Dienst ausgegeben wird, sind die Ausgaben für die öffentliche Verwaltung sehr niedrig. Von allen EU-Staaten hat nur Irland (6,7 %) einen noch niedrigeren Anteil als Deutschland (8,5 %) an Ausgaben für den öffentlichen Dienst.

### Öffentliche Diskussion
Kohl berief 1995 den Sachverständigenrat ‚Schlanker Staat’ ein, der den Abbau von staatlichen Leistungen fachlich und politisch begleitete und 1997 seinen Abschlussbericht vorlegte.
Zur Finanzkrise 2008 wurde die Idee des schlanken Staates als überholt kritisiert. Die Hans-Böckler-Stiftung sprach 2012 von einem schlanken Staat auf Kosten der Bildung.
Zur Corona-Krise wurde 2021 gefordert, dass an der Idee des schlanken Staates festgehalten werden solle, es aber Modernisierungen in der öffentlichen Verwaltung bräuchte. Dagegen wurde von anderen speziell die Verkleinerung des öffentlichen Dienstes mit dem Ziel eines schlanken Staates kritisiert. So äußerten z. B. Vertreter des DGB anlässlich der Veröffentlichung der Zahl der Beschäftigten im öffentlichen Dienst 2020, dass die Idee des schlanken Staates sich blamiert habe. Laut dbb war 2021 der Personalbedarf in Kommunalverwaltungen am größten. Zum Beispiel stockte der Wohnungsbau, da wegen Personalmangels in deutschen Bauämtern Anträge unbearbeitet liegen blieben. Andere kritisierten, dass „wer den Staat in guten Zeiten aushungert, […] in der Krise nur noch ein Gerippe vorfindet“.
Anders als in der öffentlichen Diskussion wahrgenommen, gibt es keine ökonomische Begründung für das Ziel der „schwarze Null“, sondern sie ist ein Mittel, um einen schlanken Staat zu erreichen.